# Orlando Bridgeman, 5. Earl of Bradford

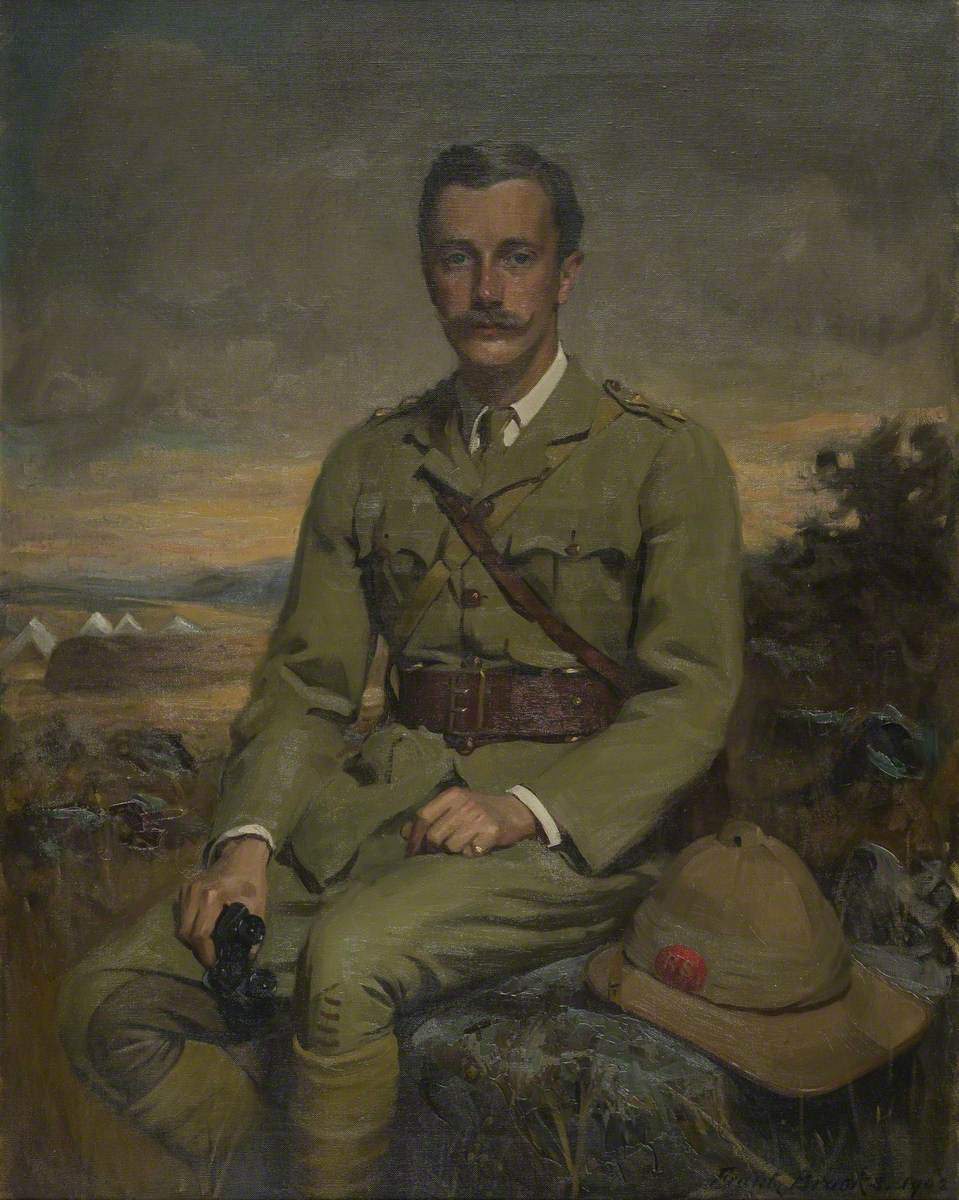
Orlando Bridgeman, 5. Earl of Bradford

Orlando Bridgeman, 5. Earl of Bradford (* 6. Oktober 1873; † 21. März 1957) war ein britischer Offizier und Politiker der Conservative Party, der 1915 den Titel als 5. Earl of Bradford erbte und damit bis zu seinem Tode Mitglied des Oberhauses (House of Lords) war.

## Leben

### Familiäre Herkunft, Studien und Privatsekretär von Premierministern
Orlando Bridgeman war das dritte Kind und der älteste Sohn des Unterhausabgeordneten George Cecil Orlando Bridgeman (1845–1915), der 1898 den Titel als 4. Earl of Bradford erbte und damit Mitglied des Oberhauses (House of Lords) wurde, und dessen Ehefrau Lady Ida Frances Annabella Lumley (1848–1936), eine Tochter von Richard Lumley, 9. Earl of Scarbrough (1813–1884). Seine älteste Schwester Lady Beatrice Adine Bridgeman war mit Oberst Rt. Hon. Ernest George Pretyman verheiratet. Seine zweitälteste Schwester Lady Margaret Alice Bridgeman war die Ehefrau des Unterhausabgeordneten John Montagu-Douglas-Scott, dem späteren 7. Duke of Buccleuch. Seine jüngere Schwester Lady Helena Mary Bridgeman heiratete Osbert Molyneux, 6. Earl of Sefton. Seine jüngste Schwester Lady Florence Sibell Bridgeman war die Ehefrau des Friedensrichters Ronald Collet Norman. Sein jüngerer Bruder Hon. Richard Orlando Beaconsfield Bridgeman diente als Fregattenkapitän in der Royal Navy und fiel 1917 während des Ersten Weltkrieges. Sein jüngster Bruder Hon. Henry George Orlando Bridgeman nahm als Oberstleutnant am Ersten Weltkrieg teil und war später Friedensrichter sowie Deputy Lieutenant der Grafschaft Northumberland.
Er selbst begann nach dem Besuch der renommierten Harrow School ein grundständiges Studium am Trinity College der University of Cambridge, das er 1896 mit einem Bachelor of Arts (B.A.) beendete. Er trat in das 3. Bataillon der Royal Scots (The Royal Regiment) ein und wurde dort zum Hauptmann (Captain) befördert. Er war zwischen 1898 und 1900 Privatsekretär von Premierminister Robert Gascoyne-Cecil, 3. Marquess of Salisbury. Nachdem sein Vater 1898 den Titel als Earl of Bradford geerbt hatte, führte er wiederum als dessen Heir apparent den Höflichkeitstitel Viscount Newport. Nachdem er zwischen 1900 und 1902 am Zweiten Burenkrieg teilgenommen hatte, war er nach seiner Rückkehr von 1902 bis 1905 Privatsekretär von Premierminister Arthur Balfour. Während dieser Zeit absolvierte er zudem ein postgraduales Studium am Trinity College der University of Cambridge, welches er 1903 mit einem Master of Arts (M.A.) abschloss.

### Erster Weltkrieg, Oberhausmitglied und Juniorminister
Nach Beginn des Ersten Weltkrieges wurde Bridgeman 1914 als Oberstleutnant (Lieutenant-Colonel) des 3. Bataillons der Royal Scots (The Royal Regiment) in den aktiven Militärdienst zurückbeordert und nahm bis 1917 am Krieg teil. Am 3. Januar 1915 erbte er beim Tod seines Vaters den 1815 in der Peerage of the United Kingdom geschaffenen Titel als 5. Earl of Bradford, in the County of Salop, und wurde damit bis zu seinem Tode 1957 Mitglied des Oberhauses (House of Lords). Zugleich erbte er die nachgeordneten und damit verbundenen Titel als 5. Viscount Newport, in the County of Salop, als 6. Baron Bradford, of Bradford in the County of Salop, sowie als 10. Baronet, of Great Lever in the County of Lancaster.
Am 11. Februar 1919 wurde Orlando Bridgeman, 5. Earl of Bradford, Lord-in-Waiting in der Regierung Lloyd George und bekleidete dieses Amt auch im Kabinett Bonar Law (23. Oktober 1922 bis 20. Mai 1923) sowie im Kabinett Baldwin I (22. Mai 1923 bis 23. Januar 1924). Zugleich war er von Februar 1919 bis Januar 1924 auch Parlamentarischer Geschäftsführer (Government Whip) der Regierungsfraktion im Oberhaus. Er fungierte zudem zeitweise als Friedensrichter JP (Justice of the Peace) sowie als Deputy Lieutenant DL der Grafschaften Shropshire und Warwickshire. 1939 wurde er zum Ehrenoberst (Honorary Colonel) des Leichten Infanterieregiments King’s Shropshire Light Infantry ernannt.
Bridgeman heiratete am 21. Juli 1904 Hon. Margaret Cecilia Bruce (1882–1949), Tochter von Major Henry Campbell Bruce, 2. Baron Aberdare und dessen Ehefrau Constance Mary Beckett. Aus dieser Ehe gingen vier Töchter und ein Sohn hervor. Die älteste Tochter Lady Helen Diana Bridgeman (1907–1967) war von 1930 bis zur Scheidung 1962 mit Sir Robert Abdy, 5. Baronet, verheiratet. Die zweitälteste Tochter Ursula Mary Bridgeman verstarb 1912 im Alter von knapp drei Jahren. Der einzige Sohn Gerald Michael Orlando Bridgeman (1911–1981) diente als Hauptmann des Royal Tank Regiment im Zweiten Weltkrieg und erbte beim Tod seines Vaters 1957 den Titel als 6. Earl of Bradford sowie die nachgeordneten Titel. Die zweitjüngste Tochter Lady Anne Pamela Bridgeman (1913–2009) war zwischen 1939 und der Scheidung 1950 mit Oberstleutnant Weetman Pearson, 3. Viscount Cowdray verheiratet. Die jüngste Tochter Lady Joan Serena Bridgeman verstarb 1935 unverheiratet im Alter von 19 Jahren.